# Yuan Zhen
Œuvres principales
Biographie de Yingying 
Yuan Zhen  (chinois : 元稹 ; Wade-Giles : Yüan Chen ; EFEO : Yuan Tchen ; pinyin : Yuán Zhěn ; prénom social : 微之 Wēizhī), né à Luoyang en 779, mort en 831, est un prosateur, poète et homme politique de la dynastie Tang.
Son œuvre en prose la plus connue est le récit de la Biographie de Yingying  (鶯鶯傳), un chuanqi qui a fait l'objet d'adaptations dans des ballades et des opéras.  Quatre de ses poèmes ont été repris dans l'Anthologie de trois cents poèmes de la poésie des Tang de Sun Zhu (孫誅). Il fut brièvement chancelier (zǎixiàng) sous l'empereur Muzong. Sa longue amitié avec  Bai Juyi  est restée célèbre.